# Cabaça

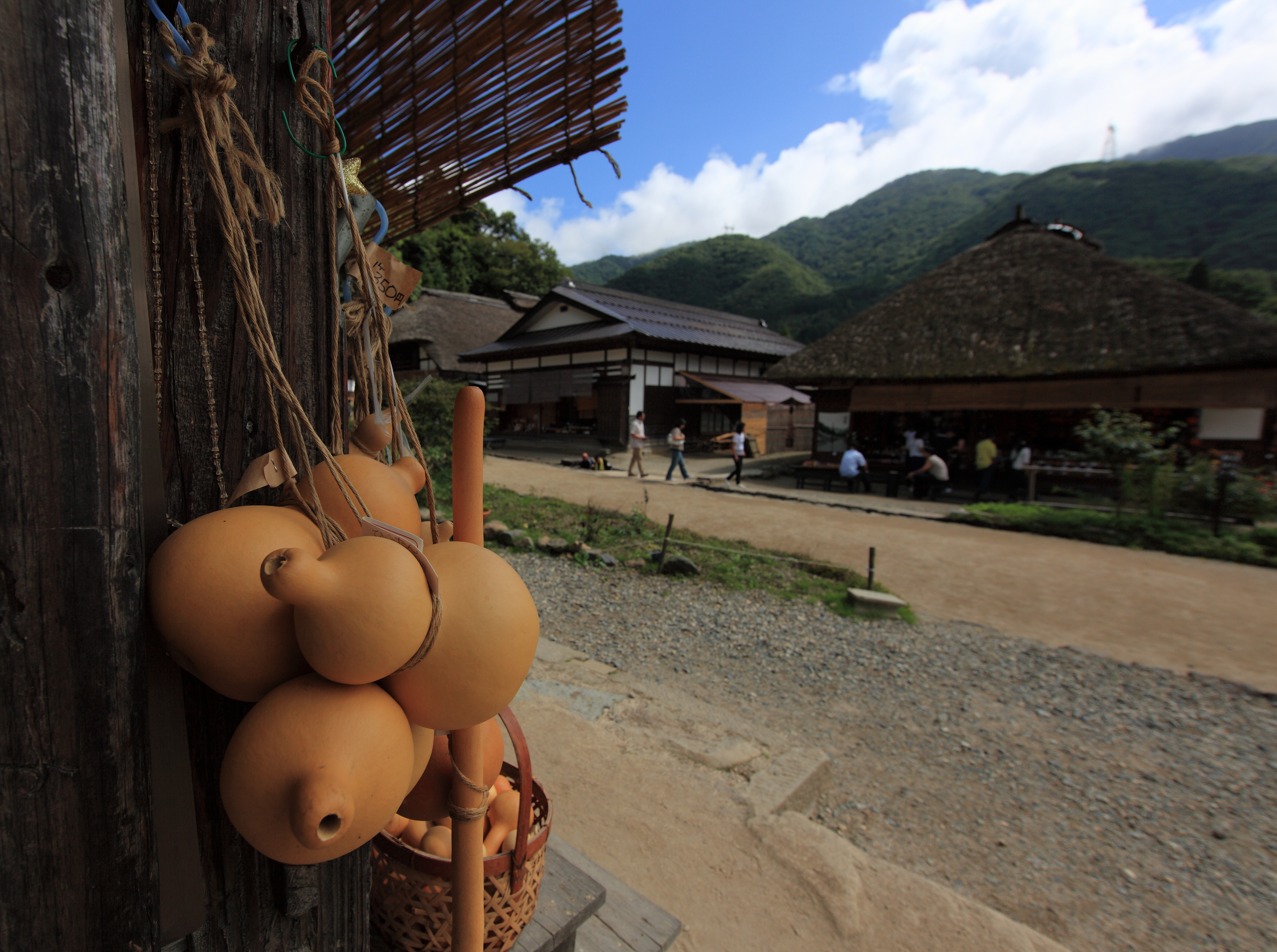
Cabaças penduradas na província de Fukushima, no Japão

Cabaça (do árabe kara bassasa, "abóbora lustrosa") é a designação popular dos frutos das plantas dos gêneros Lagenaria e Cucurbita. Outros nomes incluem porongo ou poranga (do quíchua poronco, "vaso de barro com o gargalo estreito e comprido", através do espanhol rioplatense), cuia (do tupi antigo (e)kuîa), jamaru (do tupi yama'ru) etc. O termo cabaço também é utilizado, mas este possui adicionalmente os significados alternativos de "virgindade feminina" ou de "alguém novato, simplório ou ingênuo".

## Origem
A cabaça foi uma das primeiras plantas cultivadas no mundo, não apenas para uso na alimentação, mas para ser utilizada como um recipiente de água. A cabaça pode ter sido levada da África para a Ásia, Europa e Américas no curso da migração humana, ou por sementes que flutuaram através dos oceanos dentro da cabaça. Provou-se que estava no Novo Mundo antes da chegada de Cristóvão Colombo ao mesmo, em 1492.

## Utilização
O porongo é utilizado nos estados do Sul do Brasil e países vizinhos (Argentina e Uruguai) para se fazer a cuia, recipiente usado para servir o chimarrão, bebida feita pela infusão da erva-mate. A cabaça também é utilizada para fins de ornamentação de residências e festas folclóricas em geral.
A cabaça também foi apontada como possivelmente o primeiro vibrador já inventado. De acordo com o livro Enciclopédia de Práticas Sexuais Incomuns, de Brenda Love, Cleopatra teria posto abelhas em uma cabaça para usar como vibrador em 54 a.C. Porém, o livro não traz fontes e historiadores dizem que não há evidências arqueológicas que apoiem a informação.